# Yedidia Shofet
Yedidia Shofet (hebreiska: ידידיה שופט, ofta kallad Hakham Yedidia) född 14 november 1908 i Kashan i Iran, död 24 juni 2005 i Los Angeles i Kalifornien, USA, var Irans överrabbin och andlig ledare för det persisk-judiska samfundet.

## Uppväxt
Shofet föddes in i en sefardisk rabbinsläkt från Kashan som i tolv generationer hade tjänat som religiösa ledare för det judiska samfundet. Efter andra världskriget flyttade han till Teheran, där han kom att bli en framträdande gestalt inom Irans judiska församling. Han behärskade flera språk, bland annat persiska, kashi-dialekt, arameiska och hebreiska.

## Karriär

### I Iran
Yedidia Shofet tjänade som Irans överrabbin och var en nyckelfigur i kontakterna mellan Irans judiska församling och den iranska staten. På 1950-talet spelade han en viktig roll i att övertyga shah Mohammad Reza Pahlavi och regeringen att tillåta irakiska judar att få tillfälligt skydd i Iran innan de utvandrade till Israel.

### Efter revolutionen
Efter den iranska revolutionen 1979 och avrättningen av affärsmannen Habib Elghanian tvingades många judar att lämna landet. Shofet emigrerade till Los Angeles, där han fortsatte att fungera som en symbolisk andlig ledare för den persisk-judiska diasporan. Tillsammans med sin son David Shofet och andra ledare grundade han Nessah Synagogue i Beverly Hills, Kalifornien.

## Privatliv
Yedidia Shofet var gift med Rabbanit Heshmat Shofet. De fick fyra söner – David Shofet, Mussa Shofet, Abraham Shofet (kallas ibland Ebi Shophet) och Morad Shophet – samt två döttrar, Yaffa Nazarzadeh och Naima Abrishami.

## Död
Shofet avled den 24 juni 2005 i Los Angeles vid 96 års ålder. Han begravdes på Eden Memorial Park Cemetery i Mission Hills. Under begravningen hyllades han av bland andra den sefardiske överrabbinen Ovadia Yosef.

## Galleri

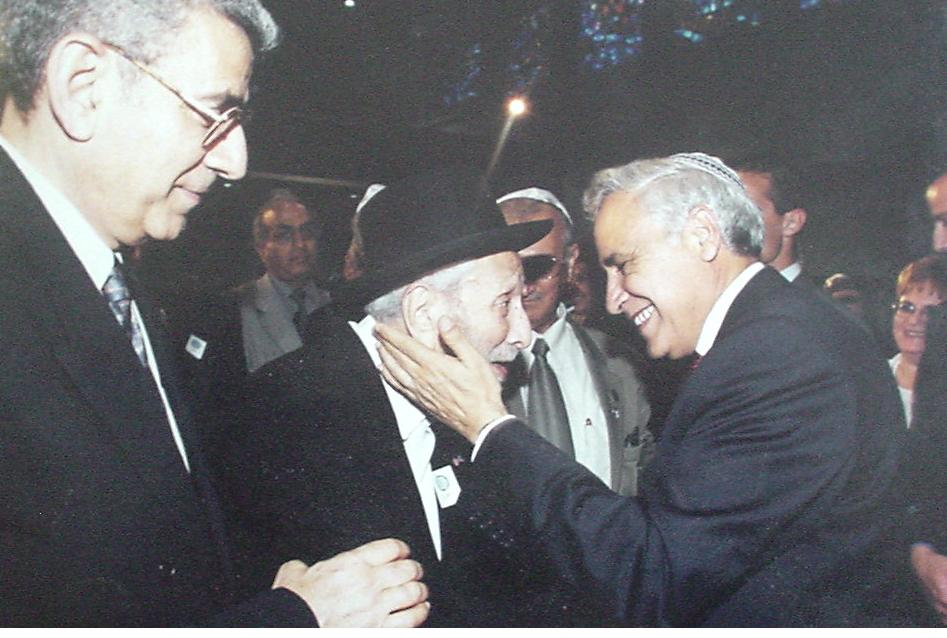
Hakham Yedidia Shofet och rabbin David Shofet möter Israels president Moshe Katsav
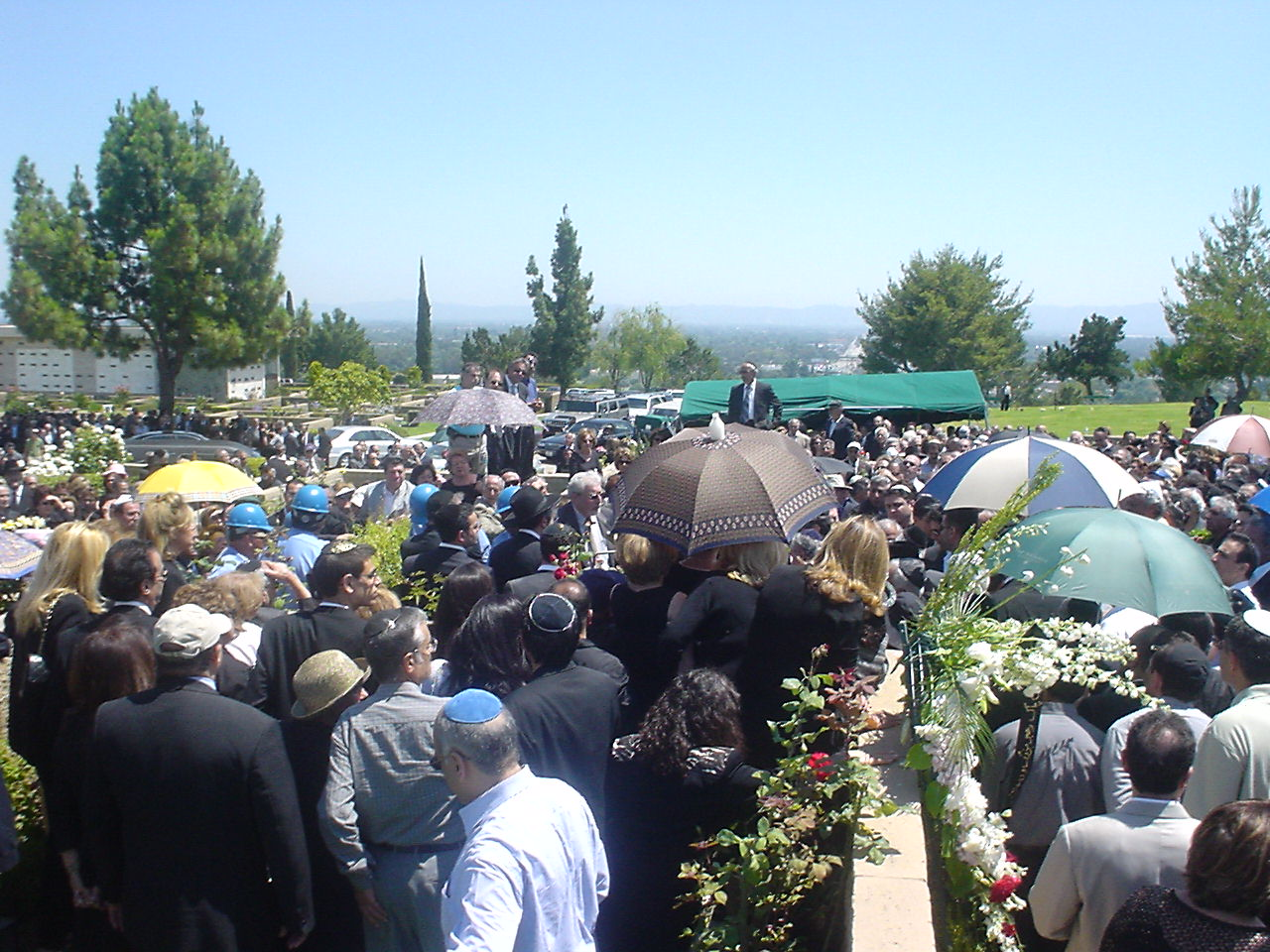
Tusentals samlas vid begravningen i Mission Hills, juni 2005